# Dane Coles
Dane Stuart Coles (Paraparaumu, 10 dicembre 1986) è un rugbista a 15 neozelandese che gioca nel ruolo di tallonatore con i Kubota Spears nella Japan Rugby League One, campione del mondo 2015 con gli All Blacks.

## Biografia
Coles debuttò nel 2007 con Wellington segnando due mete nella partita contro Otago.
Due anni più tardi, nel 2009, entrò a far parte della franchigia degli Hurricanes impegnata nel Super 14. Inizialmente sostituto di Andrew Hore, divenne il tallonatore titolare degli Hurricanes quando questi nel 2012 si trasferì agli Highlanders.
Coles venne convocato per disputare nel 2010 con i Māori All Blacks le Centenary Series, una vittoriosa serie di tre partite contro i New Zealand Barbarians, l'Irlanda e l'Inghilterra. Fece il suo debutto internazionale con la Nuova Zelanda durante il tour europeo del 2012, affrontando l'11 novembre la Scozia a Murrayfield.
Finalista nel Super Rugby 2015 con gli Hurricanes, divenne capitano della squadra di Wellington nella stagione seguente conducendola al primo titolo. Fu convocato per la Coppa del Mondo in Inghilterra, laureandosi campione del mondo con gli All Blacks.
Dopo il mondiale del 2023 si trasferisce il Giappone, nei Kubota Spears.

## Palmarès
- Coppe del mondo: 1
Nuova Zelanda: 2015
- Super Rugby: 1
Hurricanes: 2016